# Riverton (Nebraska)
Pour les articles homonymes, voir Riverton.
Riverton est une ville située dans le comté de Franklin, Nebraska, aux États-Unis. Sa population était de 89 habitants lors du recensement de 2010. En 2019, elle en recensait 84.

## Histoire
Un bureau de poste a été établi à Riverton en 1871. Riverton était incorporé comme village en 1880.

## Données démographiques
Riverton est situé aux coordonnées 40° 05′ 23″ N, 98° 45′ 35″ O. Selon le Bureau de recensement des États-Unis, Riverton a une superficie totale de 1,02 km², dont 1,02 km² de terre et (0 %) 0 km² d'eau.
Selon le recensement de 2010, 89 personnes résidaient à Riverton. La densité de population était de 87,44 habitants/km². Sur les 89 résidents, Riverton se compose de 96,63 % de Blancs, 0 % d'Afro-Américains, 0 % d'Amérindiens, 0 % d'Asiatiques, 0 % d'Insulaires du Pacifique, et 3,37 % de personnes appartenant à deux ethnies ou plus. Sur l'ensemble de la population, 0% étaient hispaniques ou latinos, toutes races confondues.6